# Arjun Maini
Arjun Maini (Bengaluru, 1997. december 10. –) indiai autóversenyző.

## Magánélete
Maini versenyző családból származik. Testvére, Kush gokartozott, édesapja, Gautam pedig Indiában a Formula Maruti sorozatban versenyzett. Első gokartját ötéves korában kapta.
Nagybátyja, Chetan Maini üzletember, mágnás, aki részt vett a REVAi elektromos városi autó fejlesztésében és gyártásában. A Reva Electric Car Company Ltd alapítójaként és a Mahindra Electric Mobility Limited tanácsadójaként is ismert.
Tinédzserként Sebastian Vettel rajongója volt, szabadidejében kerékpározott, birkózott és fitnesz edzéseket végzett.

## Pályafutása

### A kezdetek
Maini 2003-ban gokartozással kezdte autóversenyzői pályafutását. Egészen 2013-ig ebben a kategóriában szerepelt, 2011-ben hazájában korosztályos bajnok lett. 2011-ben részt vett a Sahara Force India által rendezett eseményen, amelyen az országban kerestek fiatal tehetségeket. Maini megnyerte a versenyt és ennek köszönhetően lehetőséget kapott arra, hogy Európában is kipróbálhassa tudását.

### Formulaautózás
2013-ban formulaautókra váltott, az AsiaCup sorozatban ért el négy dobogós helyezést, amivel a pontversenyben is a negyedik helyen zárt. 2014-ben négy futamot nyert a brit Formula–4-es bajnokságban, amivel az összetett pontverseny második helyén végzett csapattársa, George Russell mögött.
2015-ben az indiai Toyota Racing Series sorozatban negyedik lett, valamint a Van Amersfoort Racing színeiben rajthoz állt a Formula–3 Európa-bajnokságban is, ahol a 18. helyen végzett a pontversenyben. 2017-ben a GP3-as bajnokságban indult a Jenzer Motorsport csapat autóját vezetve.
2018-ban a Trident versenyzője volt az FIA Formula–2 bajnokságban. 2019-re nem kapott teljes éves szerződést, ezért távozott a bajnokságból. Az ausztriai és a brit versenyhétvégére lehetőséget kapott a Campos Racingnél a francia Dorian Boccolacci helyén, majd utána a magyar futamra is meghosszabbították szerződését. Ezt követően távozott az istállótól, helyére Szató Marinó érkezett.

### Sportautózás
2019. február 6-án a kis csapatnak számító LMP2-es RLR MSport igazolta le a 2019-es európai Le Mans-szériába. Részt vett a 2019-es Le Mans-i 24 órás versenyen is, ahol a futam vége előtt nem sokkal műszaki hiba miatt nem teljesítették az utolsó kört csapattársaival, Norman Natoval és John Faranóval együtt, így hivatalosan helyezés nélkül lettek rangsorolva. Még ebben az évben a brit gárda nevezte a télen futó ázsiai Le Mans-szériába. November 24-én megnyerte a Shanghajban rendezett versenyt.
2020-ra a portugál Algarve Pro Racing igazolta le tesztpilótai szerepkörbe és az utolsó két fordulóban lehetőséget kapott.
2021 márciusában a GT-formátumra átváltó Német túraautó-bajnokságban (DTM) az újonc Team GetSpeed szerződtette egy Mercedes AMG GT3-mal. A szezon elején gyengén teljesített, ritkán szerzett pontokat. Augusztus 7-én részese volt a belgiumi Zolderben egy kisebb tömegbalesetnek, amelynek következtében autója annyira sérült, hogy nem indult a második versenyen. Október 2-án a hockenheimringi első versenyen az élmezőnyből startolt, ahol a pálya elején kiütötte Lucas Auert, ami miatt 5 rajthelyes büntetést kapott a második futamra. Az évadzáró, Norisringen rendezett hétvége első versenyén a 2. helyen ért célba a 3. helyről rajtolva. Az egyéni tabellán a 12. pozícióban zárt 48 ponttal.

## Eredményei

### Karrier összefoglaló
| Szezon  | Bajnokság                        | Csapat                     | Verseny     | Győzelem    | Pole        | Leggyorsabb kör | Dobogós helyezés | Pont        | Helyezés    |
| ------- | -------------------------------- | -------------------------- | ----------- | ----------- | ----------- | --------------- | ---------------- | ----------- | ----------- |
| 2013    | JK Racing India Series           | Euro International         | 12          | 2           | 4           | 3               | 10               | 198         | 2.          |
| 2014    | BRDC Formula–4-es bajnokság      | Lanan Racing               | 24          | 4           | 0           | 6               | 9                | 480         | 2.          |
| 2015    | Formula–3 Európa-bajnokság       | Van Amersfoort Racing      | 33          | 0           | 0           | 0               | 0                | 27          | 18.         |
| 2015    | Masters of Formula–3             | Van Amersfoort Racing      | 2           | 0           | 0           | 0               | 0                | —           | 6.          |
| 2015    | Makaói nagydíj                   | T-Sport                    | 1           | 0           | 0           | 0               | 0                | —           | 10.         |
| 2015    | Toyota Racing Series             | M2 Competition             | 16          | 2           | 3           | 2               | 5                | 732         | 4.          |
| 2016    | GP3                              | Jenzer Motorsport          | 14          | 0           | 0           | 0               | 1                | 50          | 10.         |
| 2016    | Formula–3 Európa-bajnokság       | ThreeBond with T-Sport     | 12          | 0           | 0           | 0               | 0                | 3           | 21.         |
| 2016    | Makaói nagydíj                   | Motopark                   | 2           | 0           | 0           | 0               | 0                | —           | 21.         |
| 2017    | GP3                              | Jenzer Motorsport          | 15          | 1           | 0           | 0               | 2                | 72          | 9.          |
| 2017    | Formula–1                        | Haas F1 Team               | Tesztpilóta | Tesztpilóta | Tesztpilóta | Tesztpilóta     | Tesztpilóta      | Tesztpilóta | Tesztpilóta |
| 2018    | Formula–2                        | Trident                    | 23          | 0           | 0           | 0               | 0                | 24          | 16.         |
| 2018    | Formula–1                        | Haas F1 Team               | Tesztpilóta | Tesztpilóta | Tesztpilóta | Tesztpilóta     | Tesztpilóta      | Tesztpilóta | Tesztpilóta |
| 2019    | Formula–2                        | Campos Racing              | 4           | 0           | 0           | 0               | 0                | 0           | 24.         |
| 2019    | Európai Le Mans-széria           | RLR MSport                 | 6           | 0           | 0           | 0               | 0                | 5,5         | 21.         |
| 2019    | Makaói nagydíj                   | Jenzer Motorsport          | 1           | 0           | 0           | 0               | 0                | —           | 27.         |
| 2019–20 | Ázsiai Le Mans-széria            | RLR MSport                 | 2           | 1           | 1           | 2               | 1                | 26          | 5.          |
| 2020    | Európai Le Mans-széria           | Algarve Pro Racing         | 2           | 0           | 0           | 0               | 0                | 8           | 22.         |
| 2021    | DTM                              | Mercedes-AMG Team GetSpeed | 16          | 0           | 0           | 0               | 1                | 48          | 12.         |
| 2021    | Ázsiai Le Mans-széria            | Racing Team India          | 4           | 0           | 0           | 0               | 0                | 42          | 6.          |
| 2022    | DTM                              | Mercedes-AMG Team HRT      | 15          | 0           | 0           | 0               | 0                | 24          | 19.         |
| 2022    | Ázsiai Le Mans-széria            | Bilstein Haupt Racing Team | 4           | 0           | 0           | 0               | 0                | 16          | 9.          |
| 2022    | GT Európa Endurance-kupa - Gold  | Haupt Racing Team          | 5           | 0           | 0           | 0               | 2                | 56          | 5.          |
| 2023    | DTM                              | Mercedes-AMG Team HRT      | 16          | 0           | 0           | 0               | 0                | 30          | 20.         |
| 2023    | Ázsiai Le Mans-széria            | Haupt Racing Team          | 4           | 0           | 0           | 0               | 0                | 6           | 15.         |
| 2023    | GT Európa Endurance-kupa - Bronz | Haupt Racing Team          | 5           | 1           | 0           | 0               | 3                | 89          | 2.          |
| 2023    | ADAC GT Masters                  | Haupt Racing Team          | 4           | 0           | 1           | 0               | 1                | 41          | 13.         |
| 2024    | DTM                              | Mercedes-AMG Team HRT      | 16          | 0           | 1           | 0               | 3                | 139         | 7.          |
| 2024    | GT Európa Endurance-kupa         | Haupt Racing Team          | 4           | 0           | 0           | 0               | 2                | 95          | 8.          |
| 2024    | GT Amerika - Pro-Am              | Triple Eight JMR           | 1           | 0           | 0           | 0               | 0                | 0           | HN‡         |
| 2025    | DTM                              | HRT Ford Performance       | 0           | 0           | 0           | 0               | 0                | 0*          | HN*         |

* A szezon jelenleg is zajlik.
‡ Mivel Maini vendégpilóta volt, ezért nem részesült bajnoki pontokban.

### Teljes Formula–3 Európa-bajnokság  eredménysorozata
(Félkövér: pole-pozícióból indult; dőlt: leggyorsabb kört futott)
| Év   | Csapat                 | 1        | 2        | 3        | 4        | 5        | 6        | 7        | 8        | 9       | 10       | 11       | 12       | 13       | 14       | 15       | 16       | 17       | 18       | 19       | 20       | 21       | 22       | 23       | 24       | 25       | 26       | 27       | 28      | 29       | 30       | 31       | 32       | 33       | Helyezés | Pont |
| ---- | ---------------------- | -------- | -------- | -------- | -------- | -------- | -------- | -------- | -------- | ------- | -------- | -------- | -------- | -------- | -------- | -------- | -------- | -------- | -------- | -------- | -------- | -------- | -------- | -------- | -------- | -------- | -------- | -------- | ------- | -------- | -------- | -------- | -------- | -------- | -------- | ---- |
| 2015 | Van Amersfoort Racing  | SIL 1 Ki | SIL 2 14 | SIL 3 16 | HOC 1 15 | HOC 2 Ki | HOC 3 13 | PAU 1 12 | PAU 2 4  | PAU 3 5 | MNZ 1 10 | MNZ 2 20 | MNZ 3 20 | SPA 1 17 | SPA 2 23 | SPA 3 16 | NOR 1 Ki | NOR 2 14 | NOR 3 17 | ZAN 1 13 | ZAN 2 15 | ZAN 3 17 | RBR 1 21 | RBR 2 15 | RBR 3 22 | ALG 1 28 | ALG 2 24 | ALG 3 16 | NÜR 1 8 | NÜR 2 12 | NÜR 3 16 | HOC 1 29 | HOC 2 14 | HOC 3 17 | 18.      | 27   |
| 2016 | Threebond with T-Sport | LEC 1 Ki | LEC 2 13 | LEC 3 16 |          |          |          |          |          |         |          |          |          |          |          |          |          |          |          |          |          |          |          |          |          |          |          |          |         |          |          |          |          |          | 21.      | 3    |
| 2016 | Threebond with T-Sport |          |          |          | HUN 1 14 | HUN 2 15 | HUN 3 15 | PAU 1 18 | PAU 2 10 | PAU 3 9 | RBR 1 Ki | RBR 2 Ki | RBR 3 18 | NOR 1    | NOR 2    | NOR 3    | ZAN 1    | ZAN 2    | ZAN 3    | SPA 1    | SPA 2    | SPA 3    | NÜR 1    | NÜR 2    | NÜR 3    | IMO 1    | IMO 2    | IMO 3    | HOC 1   | HOC 2    | HOC 3    |          |          |          | 21.      | 3    |

† A versenyt nem fejezte be, de helyezését értékelték, mert a versenytáv több, mint 90%-át teljesítette.

### Teljes GP3-as eredménysorozata
(Táblázat értelmezése)

(Félkövér: pole-pozícióból indult; dőlt: leggyorsabb kört futott) 

| Év   | Csapat            | 1         | 2         | 3          | 4          | 5         | 6          | 7          | 8         | 9         | 10        | 11          | 12         | 13         | 14         | 15        | 16        | 17         | 18         | Helyezés | Pont |
| ---- | ----------------- | --------- | --------- | ---------- | ---------- | --------- | ---------- | ---------- | --------- | --------- | --------- | ----------- | ---------- | ---------- | ---------- | --------- | --------- | ---------- | ---------- | -------- | ---- |
| 2016 | Jenzer Motorsport | ESP FEA   | ESP SPR   | AUT FEA    | AUT SPR    | GBR FEA 8 | GBR SPR 19 | HUN FEA 8  | HUN SPR 2 | GER FEA 7 | GER SPR 5 | BEL FEA Ki  | BEL SPR 16 | ITA FEA 14 | ITA SPR 6  | MAL FEA 4 | MAL SPR 7 | UAE FEA 14 | UAE SPR 14 | 10.      | 50   |
| 2017 | Jenzer Motorsport | ESP FEA 7 | ESP SPR 1 | AUT FEA 10 | AUT SPR 16 | GBR FEA 6 | GBR SPR 5  | HUN FEA Ki | HUN SPR 8 | BEL FEA 4 | BEL SPR 6 | ITA FEA 16† | ITA SPR T  | JER FEA 17 | JER SPR 12 | UAE FEA 3 | UAE SPR 6 |            |            | 9.       | 72   |

† A versenyt nem fejezte be, de helyezését értékelték, mert a versenytáv több, mint 90%-át teljesítette.

### Teljes FIA Formula–2-es eredménysorozata
(Táblázat értelmezése)

(Félkövér: pole-pozícióból indult; dőlt: leggyorsabb kört futott) 

| Év   | Csapat        | 1          | 2          | 3          | 4         | 5          | 6          | 7         | 8         | 9          | 10         | 11          | 12         | 13         | 14         | 15         | 16         | 17         | 18        | 19         | 20        | 21         | 22         | 23         | 24         | Helyezés | Pont |
| ---- | ------------- | ---------- | ---------- | ---------- | --------- | ---------- | ---------- | --------- | --------- | ---------- | ---------- | ----------- | ---------- | ---------- | ---------- | ---------- | ---------- | ---------- | --------- | ---------- | --------- | ---------- | ---------- | ---------- | ---------- | -------- | ---- |
| 2018 | Trident       | BHR FEA 15 | BHR SPR 14 | AZE FEA Ki | AZE SPR 5 | ESP FEA Ki | ESP SPR 13 | MON FEA 5 | MON SPR 5 | FRA FEA 10 | FRA SPR 13 | AUT FEA 14  | AUT SPR 10 | GBR FEA 14 | GBR SPR 13 | HUN FEA 12 | HUN SPR 14 | BEL FEA 14 | BEL SPR 8 | ITA FEA Ki | ITA SPR 9 | RUS FEA 15 | RUS SPR 15 | UAE FEA Ki | UAE SPR Ni | 16.      | 24   |
| 2019 | Campos Racing | BHR FEA    | BHR SPR    | AZE FEA    | AZE SPR   | ESP FEA    | ESP SPR    | MON FEA   | MON SPR   | FRA FEA    | FRA SPR    | AUT FEA Kiz | AUT SPR 15 | GBR FEA 13 | GBR SPR 13 | HUN FEA Ki | HUN SPR 16 | BEL FEA    | BEL SPR   | ITA FEA    | ITA SPR   | RUS FEA    | RUS SPR    | UAE FEA    | UAE SPR    | 24.      | 0    |

† A versenyt nem fejezte be, de helyezését értékelték, mert a versenytáv több, mint 90%-át teljesítette.

### Le Mans-i 24 órás autóverseny
| Év   | Csapat                   | Csapattárs              | Autó              | Kategória | Kör | Összetett Helyezés | Kategória Helyezés |
| ---- | ------------------------ | ----------------------- | ----------------- | --------- | --- | ------------------ | ------------------ |
| 2019 | RLR M Sport/Tower Events | Norman Nato John Farano | Oreca 07 - Gibson | LMP2      | 295 | HN                 | HN                 |

### Teljes Európai Le Mans-széria eredménysorozata
(Táblázat értelmezése)

(Félkövér: pole-pozícióból indult; dőlt: leggyorsabb kört futott) 

| Év   | Csapat             | Osztály | Kasztni  | Motor                 | 1     | 2      | 3      | 4      | 5      | 6      | Helyezés | Pont |
| ---- | ------------------ | ------- | -------- | --------------------- | ----- | ------ | ------ | ------ | ------ | ------ | -------- | ---- |
| 2019 | RLR MSport         | LMP2    | Oreca 07 | Gibson GK428 4.2 L V8 | LEC 8 | MNZ Ki | CAT 13 | SIL Ki | SPA 14 | ALG 15 | 21.      | 5,5  |
| 2020 | Algarve Pro Racing | LMP2    | Oreca 07 | Gibson GK428 4.2 L V8 | LEC   | SPA    | LEC    | MNZ 8  | ALG 8  |        | 22.      | 8    |

### Teljes DTM eredménylistája
(Táblázat értelmezése)

(Félkövér: pole-pozícióból indult; dőlt: leggyorsabb kört futott) 

| Év   | Csapat                     | 1        | 2        | 3        | 4        | 5        | 6        | 7        | 8         | 9        | 10       | 11       | 12       | 13        | 14       | 15       | 16       | Helyezés | Pont |
| ---- | -------------------------- | -------- | -------- | -------- | -------- | -------- | -------- | -------- | --------- | -------- | -------- | -------- | -------- | --------- | -------- | -------- | -------- | -------- | ---- |
| 2021 | Mercedes-AMG Team GetSpeed | MNZ 1 13 | MNZ 2 Ki | LAU 1 Ki | LAU 2 12 | ZOL 1 Ki | ZOL 2 Ni | NÜR 1 10 | NÜR 2 13  | RBR 1 6  | RBR 2 7  | ASS 1 Ki | ASS 2 13 | HOC 1 Ret | HOC 2 8  | NOR 1 2  | NOR 2 6  | 12.      | 48   |
| 2022 | Mercedes-AMG Team HRT      | ALG 1 17 | ALG 2 13 | LAU 1 4  | LAU 2 13 | IMO 1 16 | IMO 2 18 | NOR 1 Ki | NOR 2 14  | NÜR 1 15 | NÜR 2 14 | SPA 1 14 | SPA 2 11 | RBR 1 13  | RBR 2 4  | HOC 1 Ki | HOC 2 Ni | 19.      | 24   |
| 2023 | Mercedes-AMG Team HRT      | OSC 1 Ki | OSC 2 15 | ZAN 1 17 | ZAN 2 17 | NOR 1 13 | NOR 2 15 | NÜR 1 16 | NÜR 2 Kiz | LAU 1 Ki | LAU 2 14 | SAC 1 13 | SAC 2 7  | RBR 1 14  | RBR 2 10 | HOC 1 Ki | HOC 2 13 | 20.      | 30   |
| 2024 | Mercedes-AMG Team HRT      | OSC 1 8  | OSC 2 4  | LAU 1 7  | LAU 2 12 | ZAN 1 3  | ZAN 2 6  | NOR 1 15 | NOR 2 4   | NÜR 1 10 | NÜR 2 Ki | SAC 1 5  | SAC 2 Ki | RBR 1 3   | RBR 2 3  | HOC 1 8  | HOC 2 13 | 7.       | 139  |
| 2025 | HRT Ford Performance       | OSC 1 .  | OSC 2    | LAU 1    | LAU 2    | ZAN 1    | ZAN 2    | NOR 1    | NOR 2     | NÜR 1    | NÜR 2    | SAC 1    | SAC 2    | RBR 1     | RBR 2    | HOC 1    | HOC 2    | HN*      | 0*   |

* A szezon jelenleg is zajlik.
† A versenyt nem fejezte be, de helyezését értékelték, mert a versenytáv több, mint 75%-át teljesítette.

### Teljes ADAC GT Masters eredménysorozata
| Év   | Csapat            | Autó                 | 1       | 2       | 3     | 4     | 5        | 6        | 7     | 8     | 9     | 10    | 11    | 12    | Helyezés | Pont |
| ---- | ----------------- | -------------------- | ------- | ------- | ----- | ----- | -------- | -------- | ----- | ----- | ----- | ----- | ----- | ----- | -------- | ---- |
| 2023 | Haupt Racing Team | Mercedes-AMG GT3 Evo | HOC 1 6 | HOC 2 1 | NOR 1 | NOR 2 | NÜR 1 12 | NÜR 2 12 | SAC 1 | SAC 2 | RBR 1 | RBR 2 | HOC 1 | HOC 2 | 13.      | 41   |

## További információ
- Hivatalos honlapja
- Hivatalos DriverDB honlapja